# José González de Melo
José González de Melo (Buenos Aires, gobernación del Río de la Plata 1691–Buenos Aires, 1763) era un militar hispano-rioplatense que fue nombrado alguacil mayor del Cabildo de Buenos Aires a principios de 1726 y a finales del mismo año con su esposa e hijos se establecieron en la neofundada Montevideo, en donde fue elegido cinco veces de manera intermitente como procurador general desde 1730 hasta 1744, y además fue alcalde de primer voto del Cabildo de Montevideo en 1733, en 1736 y en 1737.

## Biografía hasta ser alguacil mayor ejecutivo de Buenos Aires

### Origen familiar y primeros años
José González de Melo había nacido en año 1691 en la ciudad de Buenos Aires, capital de la gobernación del Río de la Plata que era a su vez una entidad autónoma dentro del Virreinato del Perú. Era hijo de Diego González (n. Santa Fe, ca. 1661) y de su esposa Francisca de Melo (n. Buenos Aires, ca. 1671), nieto paterno de Diego González y de Pascuala Martín y nieto materno de Bernabé de Melo (n. San Salvador de Jujuy, ca. 1641) y de su cónyuge María Fernández.

### Alguacil mayor y propietario de tierras bonaerenses
Era propietario de un solar en la esquina de las actuales calles Juan Carlos Gómez y Cerrito, además de una chacra en el arroyo Miguelete y una estancia sobre el arroyo Pando.
Fue nombrado alguacil mayor ejecutivo del Cabildo de Buenos Aires el 1 de enero de 1726 y en diciembre del mismo año se estableció junto a su esposa y sus entonces tres hijos en la incipiente ciudad de Montevideo.

## Alcalde de primer voto de Montevideo y deceso

### Procurador general y alcalde montevideano
En la nueva ciudad de Montevideo fue nombrado procurador general en 1730 y posteriormente fue elegido como alcalde de primer voto del Cabildo de Montevideo en 1733. Volvió a ser elegido en el cargo de procurador general dos veces seguidas por lo que lo ocupó desde enero de 1734 hasta enero de 1736, fecha que sería reelecto como alcalde de primer voto hasta enero de 1738.

### Reelegido procurador general
Nuevamente fue reelegido por última vez a los 50 años de edad para ocupar un cargo de funcionario colonial como procurador general por dos mandatos seguidos desde el 3 de febrero de 1742, como consta en la página 86 del Acta de cesión del Cabildo de Montevideo n.º 24 en dicha fecha, hasta enero de 1744.

### Fallecimiento
Finalmente el exfuncionario José González de Melo fallecería en el año 1763 en la ciudad de Buenos Aires, capital de la gobernación del Río de la Plata.

## Matrimonio y descendencia
José González de Melo se había unido en matrimonio en la ciudad de Buenos Aires el 24 de noviembre de 1716 con Francisca Xaviera de Carrasco (n. Buenos Aires, 4 de julio de 1697), siendo hija del capitán hispano-andaluz Salvador Carrasco (Málaga, ca. 1655-Buenos Aires, 17 de junio de 1723) —cuyos padres fueran Sebastián Carrasco y su mujer María Josefa Fernández de los Cobos (n. ca. 1635)— y de su esposa la infanzona Leonor de Melo-Coutinho y Rivera (Buenos Aires, 6 de enero de 1666-ib., 1755), casados en Buenos Aires desde el 3 de mayo de 1681.
Por lo tanto a través de su suegra Leonor, Francisca era una tataranieta del fidalgo portugués y alcalde de primer voto porteño Juan de Melo Coutiño —que era a su vez un hijo natural legitimado del segundo capitán donatario capixava Vasco Fernandes Coutinho el Hijo y nieto de Vasco Fernandes Coutinho el Viejo, primer capitán donatario del Espíritu Santo del Gobierno General del Brasil— y una descendiente del teniente de gobernador general cuzqueño Pedro Álvarez Holguín y de su amante la princesa incaica Beatriz Túpac Yupanqui, una hija del efímero primer soberano inca vasallo Túpac Hualpa Toparpa.
Francisca tenía varios hermanos, la primogénita de sus padres era María Leonor de Carrasco (Buenos Aires, 22 de junio de 1690 - ib., 13 de junio de 1763) que se enlazó con Manuel de Escobar y Bazán —un descendiente del alcalde de primer voto porteño Francisco Muñoz Vejarano el Mozo y de su suegro Alonso de Escobar, que fue uno de los primeros cabildantes de Buenos Aires, y también del suegro de este último, el gobernador rioplatense-paraguayo Martín Suárez de Toledo— y que fueran los padres de María Rosa de Escobar que se uniría en matrimonio con Juan José de Gadea y Barragán, para concebir a María Nicolasa de Gadea y Escobar.
Otras cuñadas de Juan eran Ignacia Xaviera de Carrasco y Melo Coutinho (Buenos Aires, mayo de 1701-Montevideo, 14 de enero de 1773) que se casó muy joven el 25 de octubre de 1717 en la ciudad de Buenos Aires con el militar hispano-aragonés Juan Antonio de Artigas, y la menor era María Martina de Carrasco que posteriormente se casaría el 20 de febrero de 1720 con el genovés Jorge Burgues y Posansa, el cual se había instalado a principios del mes de noviembre de 1724 en la zona de la bahía de Montevideo, convirtiéndose así en el primer poblador civil de la futura ciudad fundada oficialmente dos años después.
Fruto del enlace entre José González de Melo y su esposa Francisca Carrasco tuvieron por lo menos seis hijos:
- José Gregorio González de Melo (n. Buenos Aires, 1717).[3]
- Juan José González de Melo[3] (n. ib., 3 de agosto de 1720) que se unió en matrimonio dos veces, siendo sus primeras nupcias con Agustina Fonseca, y las segundas, con Sabina Urquiza (n. Buenos Aires, ca. 1730), la cual era hija legítima de Pedro de Urquiza y de su esposa Manuela Martínez, y de esta forma, ambos enlaces le dieron sucesores.[3]
- Juan Francisco González de Melo[3] (n. ib., 1725) que se casó en Buenos Aires con María Bernarda Sánchez de Junco (n. ib., ca. 1735), que le dio descendientes.[3]
- Luis José González de Melo (n. Montevideo, febrero de 1730).[3]
- Andrés González de Melo (n. ib., ca. 1733).[3]
- Juana Paula González de Melo (n. ib., enero de 1736).[3]